# Syndrome de Fanconi
Ne doit pas être confondu avec Anémie de Fanconi.
Le syndrome de Fanconi est une maladie rénale avec un trouble généralisé de la fonction tubulaire proximale rénale. Il s'agit d'un dysfonctionnement du tubule proximal responsable de la réabsorption d'acide aminée, de phosphate, de glucose et d'acide urique
Il associe une acidose tubulaire proximale (de type 2) par fuite d'ions bicarbonates, à une glycosurie normoglycémique, de phosphates, de citrates et d'acides aminés également par anomalie de réabsorption tubulaire.
La première cause de ce syndrome est une maladie héréditaire, la cystinose. D'autres pathologies sont responsables du développement d'une acidose tubulaire proximale tel que le myélome par une  prolifération plasmocytaire mais aussi l'exposition prolongée aux métaux lourds tel que le plomb et le cadmium. 